# گروه رالی۱
گروه رالی ۱ بالاترین کلاس خودروهای رالی برای استفاده در مسابقات رالی قهرمانی جهان (WRC) است که توسط فدراسیون بین‌المللی اتومبیل‌رانی تعیین شده است. خودروهای رالی ۱ برای اولین بار در فصل ۲۰۲۲ مسابقات رالی قهرمانی جهان مورد استفاده قرار گرفتند و جایگزین خودروهای رالی جهانی مورد استفاده در این مسابقات شدند.

## رقابت‌های مجاز
اتومبیل‌های کلاس رالی۱ تنها مجاز به حضور در مسابقات رالی قهرمانی جهان هستند. این خودروها ممکن است هنگام ورود توسط سازندگان در سایر مسابقات غیرقهرمانی مانند رالی نمایشی ایتالیا حضور پیدا کنند اما در شرایط امتیاز دهی قهرمانی قرار نگیرند.
| کلاس  | گروه  | رالی‌قهرمانی‌جهان | M   | T   | رالی‌قهرمانی‌جهان۲ | رالی‌قهرمانی‌جهان۳ | مسترز | نوجوانان |
| ----- | ----- | --------------- | --- | --- | ---------------- | ---------------- | ----- | -------- |
| آرسی۱ | رالی۱ | Yes             | Yes | Yes |                  |                  |       |          |

## خودروها
| سازنده                                        | خودرو                   | معرفی | شاسی                    | تصویر |
| --------------------------------------------- | ----------------------- | ----- | ----------------------- | ----- |
| هیوندای                                       | هیوندای آی۲۰ ان رالی۱   | ۲۰۲۲  | ساخته شده از لوله مدرج  |       |
| ام-اسپرت فورد                                 | فورد پوما رالی۱         | ۲۰۲۲  | ساخته شده از لوله، مدرج |       |
| تویوتا                                        | تویوتا جی‌ار یاریس رالی۱ | ۲۰۲۲  | ساخته شده از لوله، مدرج |       |
| منبع: فهرست همسان سازی ۲۰۲۲ رالی قهرمانی جهان |                         |       |                         |       |